# فرودگاه بلادر
فرودگاه بلادر (به انگلیسی: Belladere Airport) یک فرودگاه همگانی است که یک باند فرود سنگفرش دارد و طول باند آن ۱۰۰۰ متر است. این فرودگاه در کشور هائیتی قرار دارد .